# Achaearanea epicosma
Achaearanea epicosma là một loài nhện trong họ Theridiidae.
Loài này thuộc chi Achaearanea. Achaearanea epicosma được William Joseph Rainbow miêu tả năm 1920.